# Milan Kubek
Milan Kubek (* 13. února 1968 Praha) je český lékař, od roku 2006 prezident České lékařské komory.

## Profesní životopis
Promoval na 1. lékařské fakultě Univerzity Karlovy v roce 1992. Pracoval na poliklinice v Praze-Vysočanech jako sekundární lékař na interním oddělení a poté jako samostatný ordinář pro angiologii. Od roku 2004 provozuje soukromou interní ambulanci na poliklinice v Praze 9. Problematikou organizace a financování zdravotnictví se zabývá od roku 1995. V letech 1999–2006 byl předsedou Lékařského odborového klubu-Svazu českých lékařů (LOK-SČL). Od roku 2004 do roku 2008 zastával funkci viceprezidenta Evropské federace lékařů zaměstnanců (FEMS). V letech 2009–2015 pracoval po dvě volební období ve funkci viceprezidenta Stálého výboru evropských lékařů (CPME) – organizace se sídlem v Bruselu, jejímž hlavním úkolem je podpora kvality a bezpečnosti zdravotní péče v zemích EU a prosazování zájmů 2 milionů evropských lékařů zejména vůči orgánům Evropské unie.
Od roku 1996 do roku 2004 byl předsedou OS ČLK Praha 9. Prezidentem České lékařské komory byl zvolen poprvé v lednu 2006, podruhé v listopadu 2010 a potřetí v listopadu 2015.
Je členem expertního týmu Iniciativy Sníh, snažící se o minimalizaci dopadů pandemie covidu-19 v Česku.
V roce 2023 v rámci vyjednávání o přesčasech ve zdravotnictví přišel s kontroverzním požadavkem na výsluhy pro lékaře. Proti tomu se postavilo mnoho členů České lékařské komory v čele s Michalem Šotolou, primářem I. kliniky tuberkulózy a respiračních nemocí ve Všeobecné fakultní nemocnici v Praze, který Kubka vyzval k rezignaci.

## Rodinný život
Milan Kubek je ženatý. Manželka Lenka Kubková je zdravotní sestra a amatérská maratonská běžkyně, která jako první Češka uběhla šest hlavních světových maratonů (World Marathon Majors) – Berlín, Londýn, Boston, New York, Chicago a Tokio. Mají spolu tři dcery, Zuzanu, Kamilu a Michaelu.